# Parc national de Vodlozero
Le parc national de Vodlozero (russe : Водлозерский национальный парк, finnois : Vodlajärven kansallispuisto) est un parc national de Russie situé dans l'oblast d'Arkhangelsk en république de Carélie.
Depuis 2001, le parc est reconnu réserve de biosphère par l'Unesco.

## Géographie
La partie méridionale du parc entoure le lac Vodlozero et la partie septentrionale, entourant le bassin de la rivière Ileksa (en) sont caractérisés par des climats différents.
La partie septentrionale a un climat typique de la taïga nordique avec des hivers longs et froids (la température la plus basse enregistrée dans le parc est de −45 °C).. 
Le climat de la partie méridionale est plus doux.
Le nord du parc est formé de collines s'élevant jusqu'à 20 m. 
Au nord du parc se trouve la crête de Vetreny Poyas (russe : Кряж Ветряный Пояс.
Le sud du parc est plat.
Le parc a de nombreux lacs dont le plus grand est le lac Vodlozero. 
Le bassin de l'Ileksa (en) comprend des lacs comme le lac Monastyrskoïe, le lac Nelmozero, le lac Louzskoïe. 
Les marécages couvrent environ 40 % du parc
Le reste du parc est boisé, avec 53.5 % d'épicéa commun, 44.1 % de forêt de pin sylvestre et 2 % de bouleau (betula pubescens, de betula pendula) et de tremble.

## Galerie

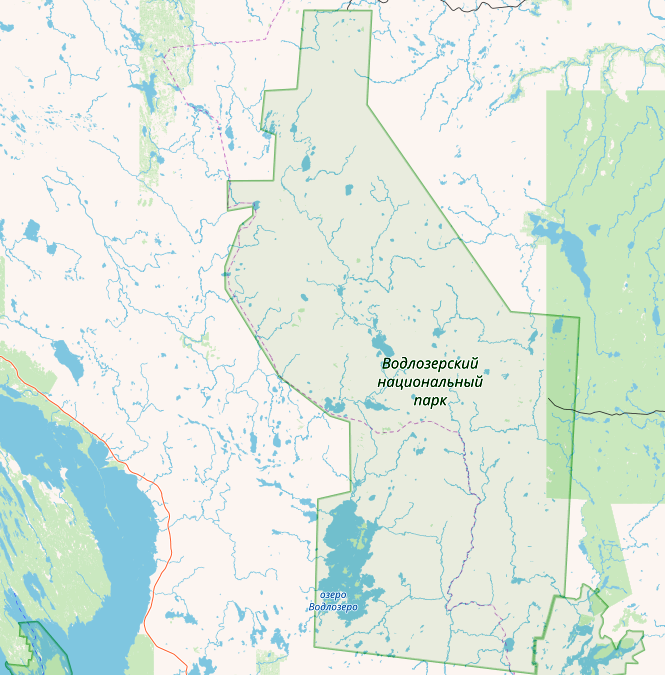
Carte du parc
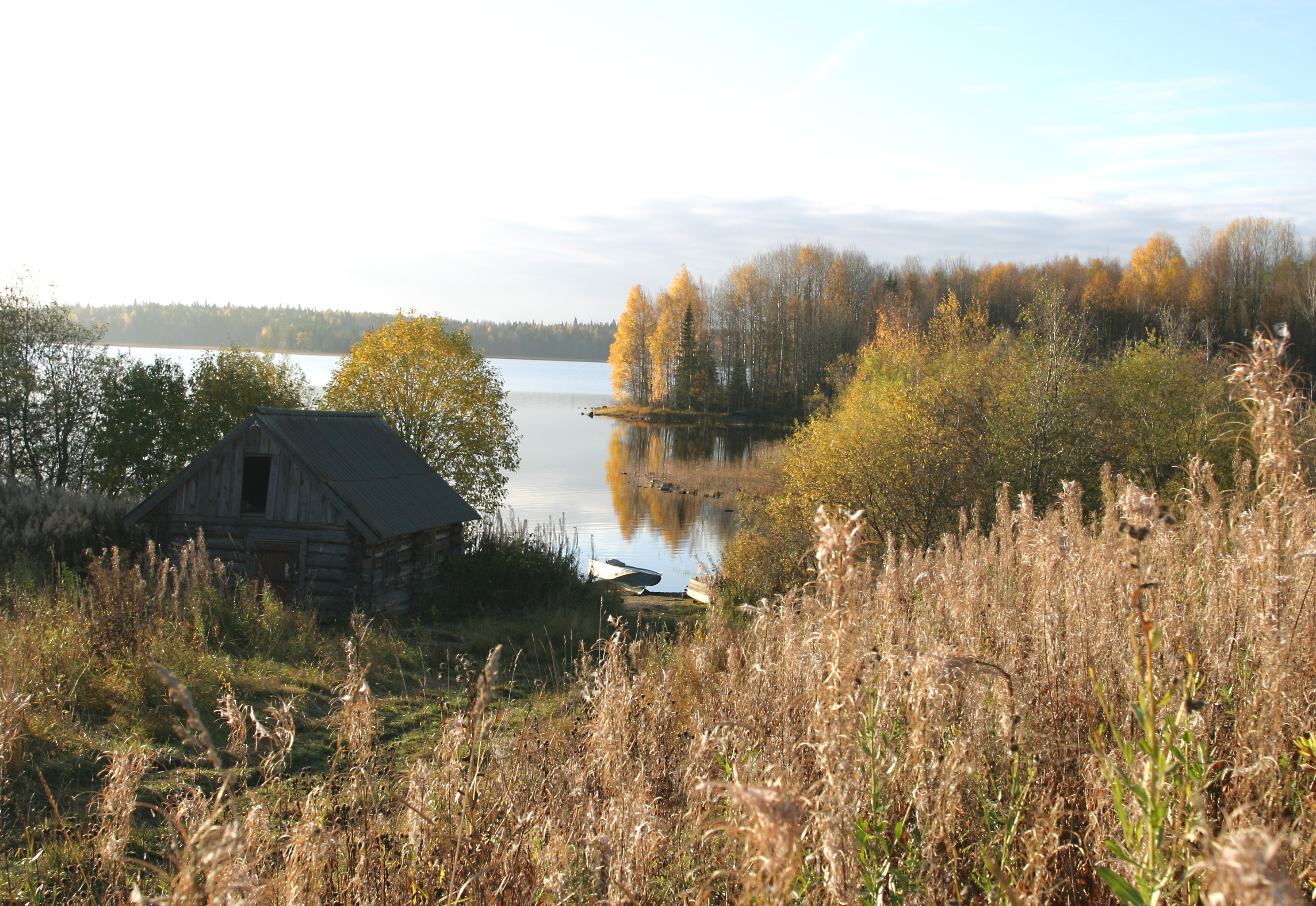
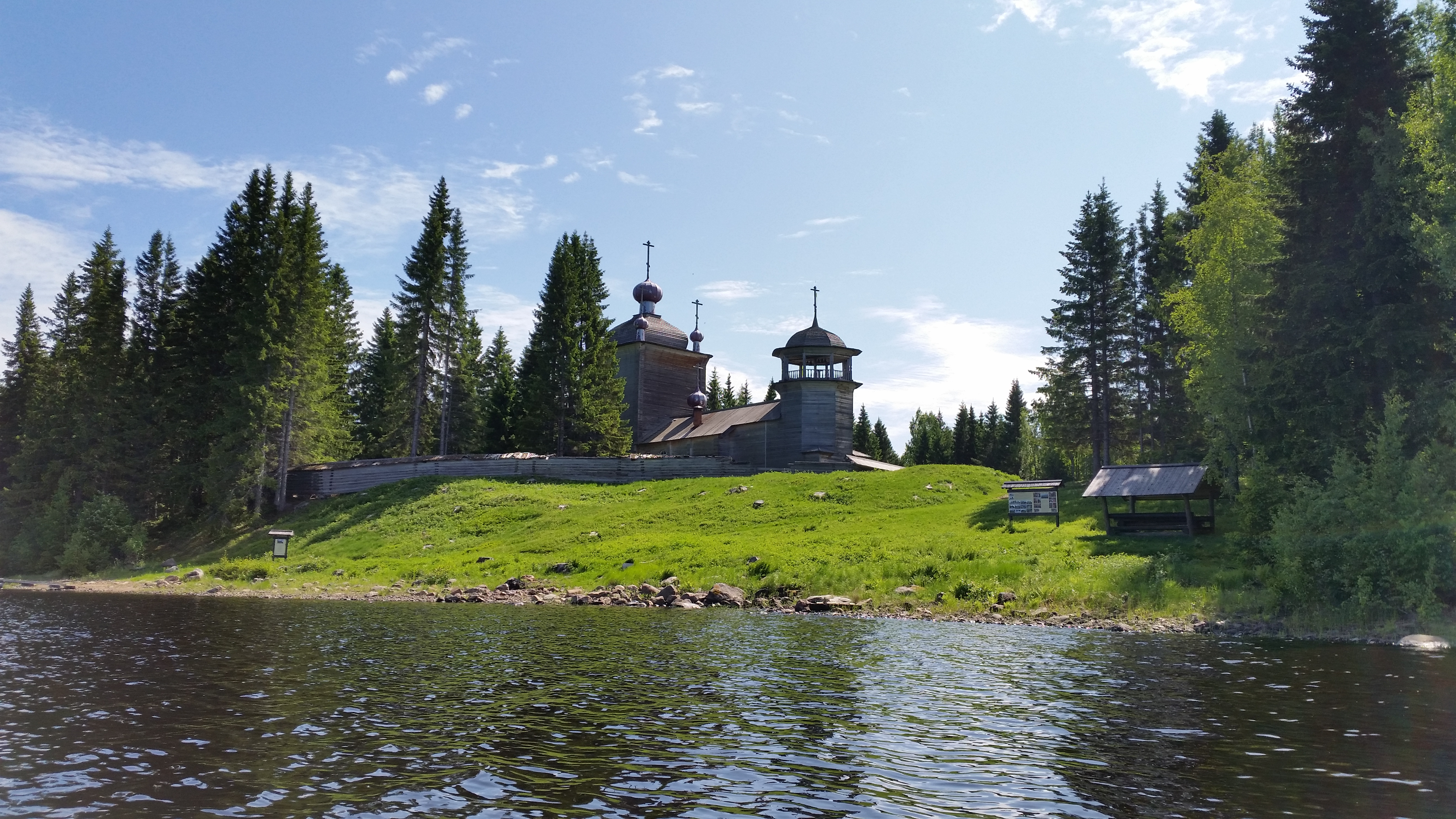
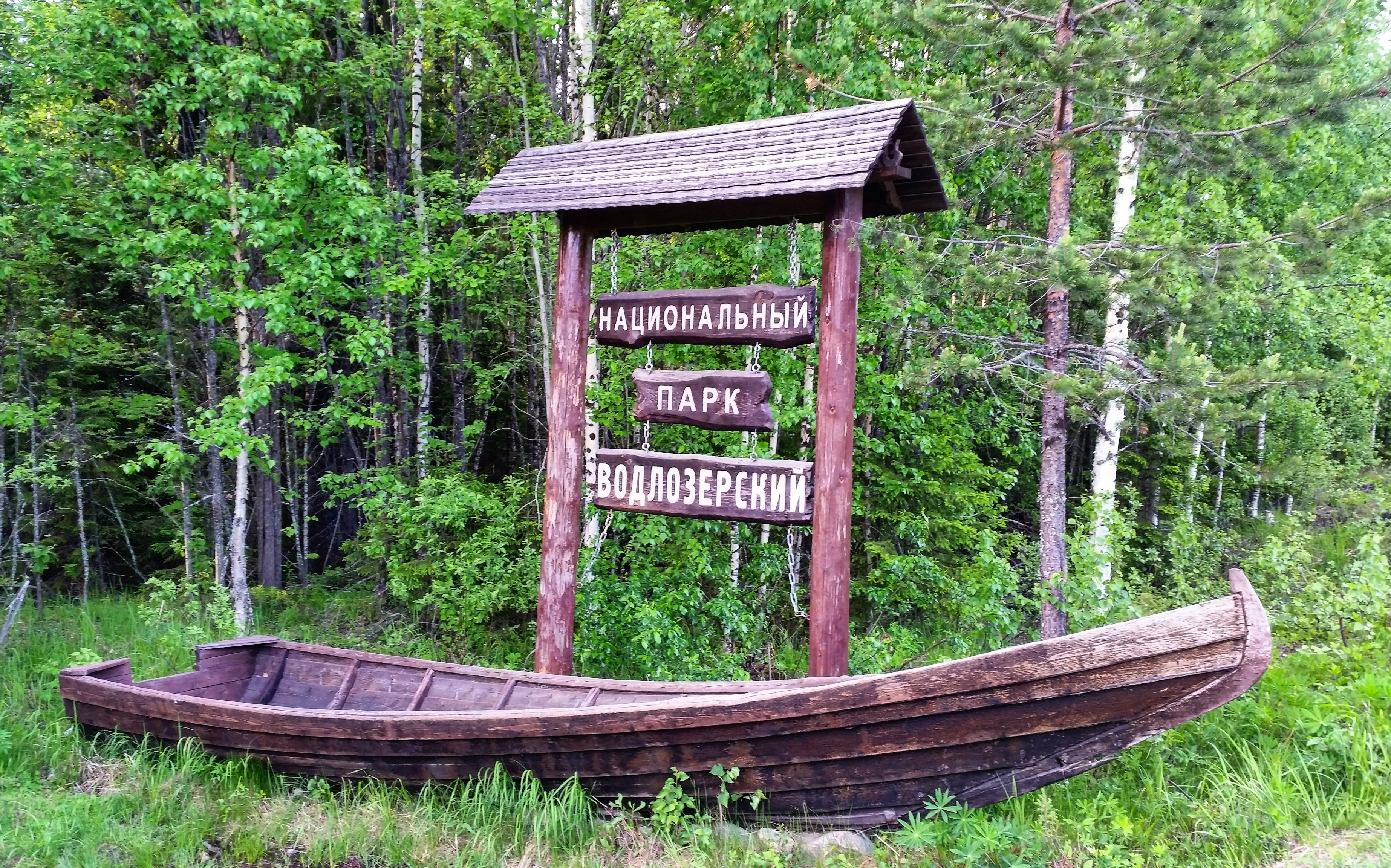
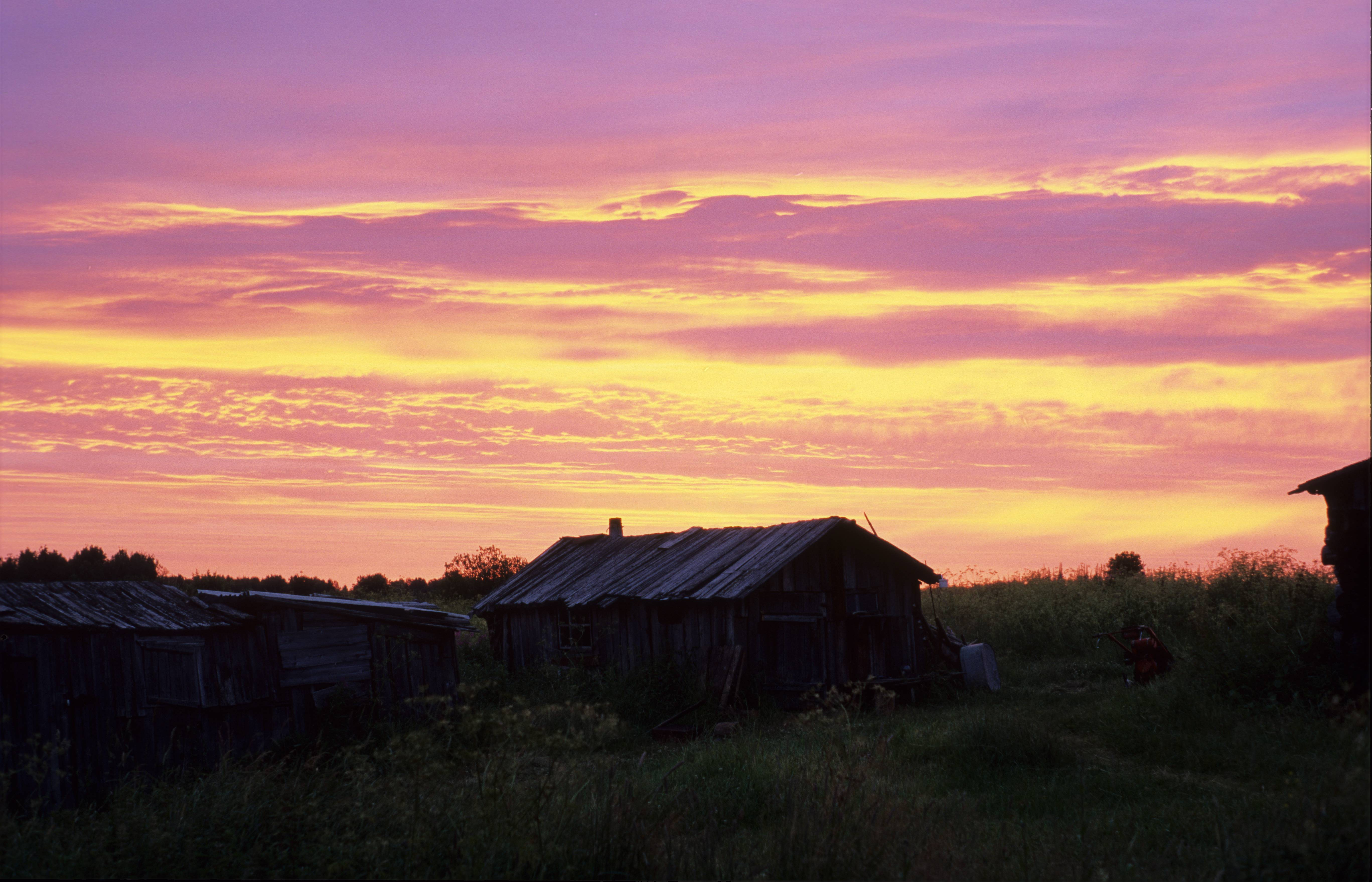